# 凱奇 (波蘭)
凱奇是波蘭的城鎮，位於該國西南部，距離格武布奇采20公里，毗鄰與捷克接壤的邊境，由奧波萊省負責管轄，面積18.87平方公里，2007年人口6,366。

## 外部連結
- Jewish Community in Kietrz（页面存档备份，存于） on Virtual Shtetl

50°05′N 18°00′E / 50.083°N 18.000°E